# How's It Going?
How's It Going? es el tercer álbum de estudio de la boy band japonesa Arashi que fue lanzado el 9 de julio de 2003 en Japón bajó la discográfica J Storm.

## Información del álbum
El álbum fue lanzado en dos ediciones una edición regular que contiene una cubierta diferente y un folleto. El álbum contiene los sencillos "Tomadoi Nagara", canción para el drama japonés  Yoiko No Mikata protagonizado por Shō Sakurai y la nueva versión de "Pikanchi", canción para la película Pikanchi: Life is Hard Dakedo Happy protagonizada por el grupo.

## Lista de pistas
| N.º | Título                           | Letras                             | Música                                        | Duración |  |
| 1.  | «Tomadoi Nagara» (Álbum versión) | Hirō Ōyagi (オオヤギヒロオ?)       | Ōyagi                                         | 4:15     |  |
| 2.  | «Crazy Ground No Ōsama»          | Ma-saya, Sho Sakurai               | Hiroaki Ohno (大野宏明?)                      | 4:01     |  |
| 3.  | «Lucky Man»                      | Yukie Ozaki (尾崎雪絵?), Sakurai   | Takehiko Iida (飯田建彦?)                     | 5:07     |  |
| 4.  | «Shinchosa No Nai Koibito»       | Takeshi                            | Seikou Nagaoka (長岡成貢?)                    | 6:15     |  |
| 5.  | «Only Love»                      | Makoto Atoji (阿閉真琴?)           | Ashley Cadell, BJ Caruama, John Collins       | 4:35     |  |
| 6.  | «Arashi no Mae no Shizukesa»     | Atoji Makoto (阿閉真琴?)           | Shimizu Akio (清水昭男?)                      | 4:16     |  |
| 7.  | «Blue»                           | Kōsuke Morimoto (森元康介?)        | Morimoto                                      | 5:36     |  |
| 8.  | «Walking in the Rain»            | Spin                               | Brian Hobbs, Jany Schella, Christian Svensson | 3:53     |  |
| 9.  | «Paretto»                        | Takeshi, Sakurai                   | Masayuki Iwata (岩田雅之?)                    | 3:52     |  |
| 10. | «Dekiru Dake»                    | Atsushi Aida (相田 毅?)            | Morimoto                                      | 4:40     |  |
| 11. | «Te Agero»                       | Yōji Kubota (久保田洋司?), Sakurai | Patrick Liotard                               | 4:36     |  |
| 12. | «15th Moon»                      | Kubota                             | Face 2 Fake                                   | 4:01     |  |
| 13. | «Donna Kotobade»                 | Makihiko Araki (荒木真樹彦?)       | Araki                                         | 4:11     |  |
| 14. | «Pikanchi» (Álbum versión)       | Aida                               | Shin Tanimoto (谷本 新?)                      | 4:51     |  |